# Saint-Thibaut

Saint-Thibaut este o comună în departamentul Aisne din nordul Franței. În 1 ianuarie 2019 avea o populație de 81 de locuitori.